# Psilopogon henricii
Psilopogon henricii е вид птица от семейство Туканови (Ramphastidae). Видът е почти застрашен от изчезване.

## Разпространение
Видът е разпространен в Бруней, Индонезия, Малайзия и Тайланд.